# Daron Hagen
Pour les articles homonymes, voir Hagen.
Daron Aric Hagen, né le 4 novembre 1961 à Milwaukee dans le Wisconsin, est un compositeur, pianiste, librettiste et chef d'orchestre américain. C'est un ancien élève de Ned Rorem.

## Biographie
Il met en musique des poèmes écrits par Margaret G. Hays extraits du recueil Vegetable Verselets for Humorous Vegetarians publié en 1911.